# Dasyatis chrysonota
Espèce
Statut de conservation UICN

 NT  : Quasi menacé
Dasyatis chrysonota est une espèce de raie appartenant à la famille des Dasyatidés.